# چخو (بازیکن فوتبال، زاده آوریل ۱۹۸۲)
چخو (انگلیسی: Chechu؛ زادهٔ ۱۹ آوریل ۱۹۸۲) بازیکن فوتبال اهل اسپانیا است.
از باشگاه‌هایی که در آن بازی کرده‌است می‌توان به باشگاه فوتبال هرکولس، باشگاه فوتبال ژیرونا، و باشگاه ورزشی تنریف اشاره کرد.